# Hans-Günter Richardi
Hans-Günter Richardi (* 26. Oktober 1939 in Berlin; † 25. April 2025) war ein deutscher Schriftsteller und Journalist. 

## Leben
Hans-Günter Richardi zog Anfang der 1960er Jahre nach Bayern. In München absolvierte er 1961 sein Volontariat beim 8-Uhr-Blatt, dem Vorläufer der Abendzeitung. Bevor er zur Süddeutschen Zeitung in München kam, wo er bis zu seinem Ruhestand als Redakteur arbeitete, war er als Journalist für den Münchner Merkur tätig. Durch ein Buch von Nico Rost erfuhr er über die Situation der ehemaligen Häftlinge des KZ Dachau. Kurz nachdem er 1969 zu seiner Frau Christa Richardi, geborene Demmel, nach Dachau zog, begann er sich mit der Zeitgeschichte des Ortes zu beschäftigen. Er interviewte dazu verschiedene Gefangene des Lagers, u. a. Georg Scherer, eine Arbeit, die in seine späteren Bücher einfloss. Richardi beschäftigte sich in seinen Büchern mit der Geschichte des Nationalsozialismus. Der erste Dachauer Zeitgeschichtsführer wurde von ihm verfasst. Er wurde zudem Vorsitzender des Vereins Zum Beispiel Dachau und Mitglied der Arbeitsgemeinschaft zur Erforschung der Dachauer Zeitgeschichte.
Ein weiteres von Richardi besonders intensiv erforschtes Thema war die Befreiung der SS-Geiseln in Südtirol am 30. April 1945. Richardi war Mitbegründer des Zeitgeschichtsarchivs Pragser Wildsee, das sich im Hotel am Pragser Wildsee befindet, wo die Odyssee der prominenten Häftlinge damals glücklich endete.
In der Süddeutschen Zeitung veröffentlichte er viele Artikel zu architektonisch-historisch bedeutsamen Gebäuden und Stellen in Bayern, die dann auch in Buchform erschienen.
Hans-Günter Richardi war evangelisch und hatte zwei Kinder (Sabine und Stephanie).

## Auszeichnungen
Für seine Forschungsarbeit wurde der Autor mehrfach ausgezeichnet. Er ist unter anderem Träger der Verdienstmedaille des Internationalen Dachau-Komitees, der Bürgermedaille der Stadt Dachau und der Bayerischen Denkmalschutzmedaille sowie Ehren- und Präsidiumsmitglied der Lagergemeinschaft Dachau. 1978 erhielt er den Journalistenpreis des Deutschen Preises für Denkmalschutz.
2022 wurde Richardi das Bundesverdienstkreuz am Bande verliehen.

## Veröffentlichungen (Auswahl)
- Unheimliche Plätze in Bayern. Ludwig-Verlag, Pfaffenhofen an der Ilm 1977, ISBN 3-7787-3078-9.
- Der große Augenblick in der Archäologie. 1977.
- Hitler und seine Hintermänner. Neue Fakten zur Frühgeschichte der NSDAP. Süddeutscher Verlag, München 1991, ISBN 3-7991-6508-8.
- mit Alfred A. Haase: Burgen, Schlösser und Klöster in Bayern. Müller, 1978; Neuausgabe: Erlangen 1993, ISBN 3-86070-067-7.
- Dachau. 1979.
- Schule der Gewalt. Das Konzentrationslager Dachau. 1983; Neuausgabe: Piper, München 1995, ISBN 3-492-12057-1.
- Von der Roten Armee zum Schwanen Korps. 1983
- Bomber über München. Der Luftkrieg von 1939 bis 1945. Dargestellt am Beispiel der „Hauptstadt der Bewegung“. Ludwig-Verlag, München 2000, ISBN 3-7787-2127-5.
- SS-Geiseln in der Alpenfestung. Die Verschleppung prominenter KZ-Häftlinge aus Deutschland nach Südtirol. Edition Raetia, Bozen 2005, ISBN 88-7283-229-2.
- SS-Geiseln am Pragser Wildsee. Der Leidensweg prominenter KZ-Häftlinge aus 17 Ländern Europas nach Südtirol. Zeitgeschichtsarchiv, Prags 2006, ISBN 88-902316-0-2.
- Widerstand hinter dem Stacheldraht. Der Südtiroler Friedl Volgger als „Schutzhaftgefangener Nr. 66166“ im Konzentrationslager Dachau. StudienVerlag, Innsbruck/Wien/Bozen 2007, ISBN 978-3-7065-4489-4.
- Die Erschließung der Dolomiten. Auf den Spuren der Pioniere Paul Grohmann und Viktor Wolf-Glanvell in den Bleichen Bergen. Verlagsanstalt Athesia, Bozen 2008, ISBN 978-88-8266-524-1.
- Das Hotel am Pragser Wildsee. Geschichte eines Grandhotels in den Dolomiten. Zeitgeschichtsarchiv, Prags 2009, ISBN 978-88-902316-3-6.
- Für Freiheit und Recht in Europa. Der 20. Juli 1944 und der Widerstand gegen das NS-Regime in Deutschland, Österreich und Südtirol. StudienVerlag, Innsbruck-Wien-Bozen 2009, ISBN 978-3-7065-4634-8.
- Zur Schmerzhaften Mutter Gottes. Marienkapelle des Hotels „Pragser Wildsee“. Ein Ort der Kirchengeschichte und der Zeitgeschichte. Zeitgeschichtsarchiv, Prags 2010, ISBN 978-88-902316-5-0.
- mit Caroline M. Heiss: Pragser Wildsee. Der Smaragd der Dolomiten – 1496 m. Heiss, Prags 2010.
- SS-Geiseln im Markt Schönberg. Dramatische Tage am Ende des Zweiten Weltkrieges im Bayerischen Wald. Herausgegeben vom Markt Schönberg, 2010.
- Gäste, Glanz und Granaten. Toblach und das Höhlensteintal im Brennpunkt der Südtiroler Geschichte. Edition Raetia, Bozen 2012, ISBN 978-88-7283-422-0.